# Marquam-domb

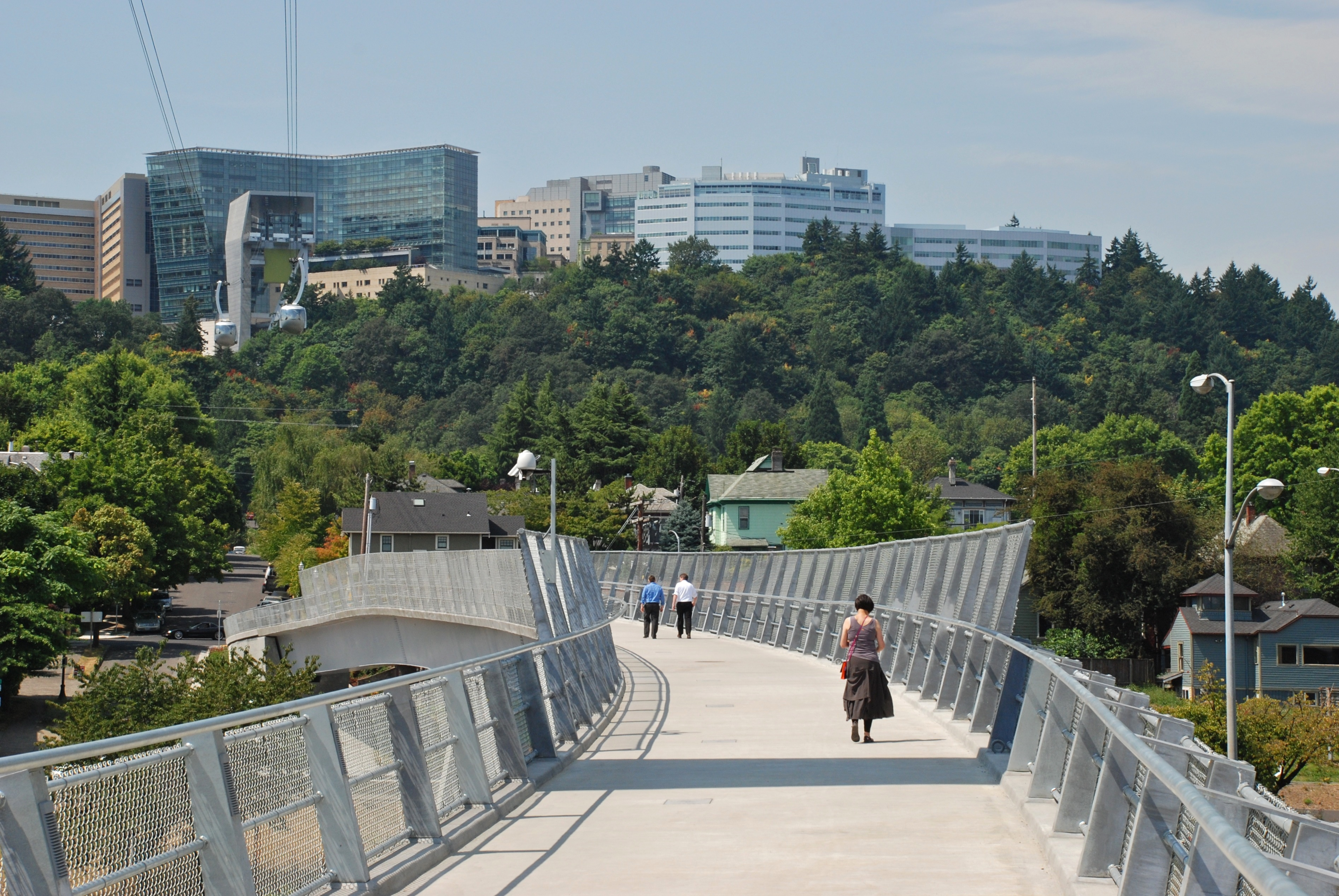
Az Oregoni Egészségtudományi Egyetem a Gibbs utcai gyalogoshíd felől

A Marquam-domb az Amerikai Egyesült Államok Oregon államának Portland városában, Homestead városrészben található. A Tualatin-hegység része. A United States Geological Survey nem a dombok, hanem a lakott helyek közé sorolja.
Névadója Philip Augustus Marquam politikus és ügyvéd. Beceneve Pirula-domb, mivel itt található az Oregoni Egészségtudományi Egyetem, a városi veteránkórház, valamint a Shriners Gyermekkórház is.

## Fordítás
- Ez a szócikk részben vagy egészben  a   Marquam Hill, Portland, Oregon című angol Wikipédia-szócikk ezen változatának fordításán alapul.  Az eredeti cikk szerkesztőit annak laptörténete sorolja fel. Ez a jelzés csupán a megfogalmazás eredetét és a szerzői jogokat jelzi, nem szolgál a cikkben szereplő információk forrásmegjelöléseként.